# Emptinne
Emptinne [ɛmtin] (en wallon Emtene-dilé-Hamwè) est une section de la commune belge de Hamois située en Région wallonne dans la province de Namur.
C'était une commune à part entière avant la fusion des communes de 1977.

## Étymologie
1318 Anetines, XIVe siècle Ennetines, Entines. Terre du (suffixe -ina) canard (ancien français anet, latin anas « canard » ; formation probablement tardive).

## Géographie
Emptinne est situé dans le Condroz, le long du Bocq, un affluent de la Meuse. Le village est implanté sur le tracé de l'ancienne N4, qui date du régime autrichien (1728) et dont le tracé était celui d'une chaussée romaine.

## Évolution démographique
- Source: DGS, 1831 à 1970=recensements population, 1976= habitants au 31 décembre

## Histoire
La bibliographie dont question ci=dessous constitue autant de "sources"

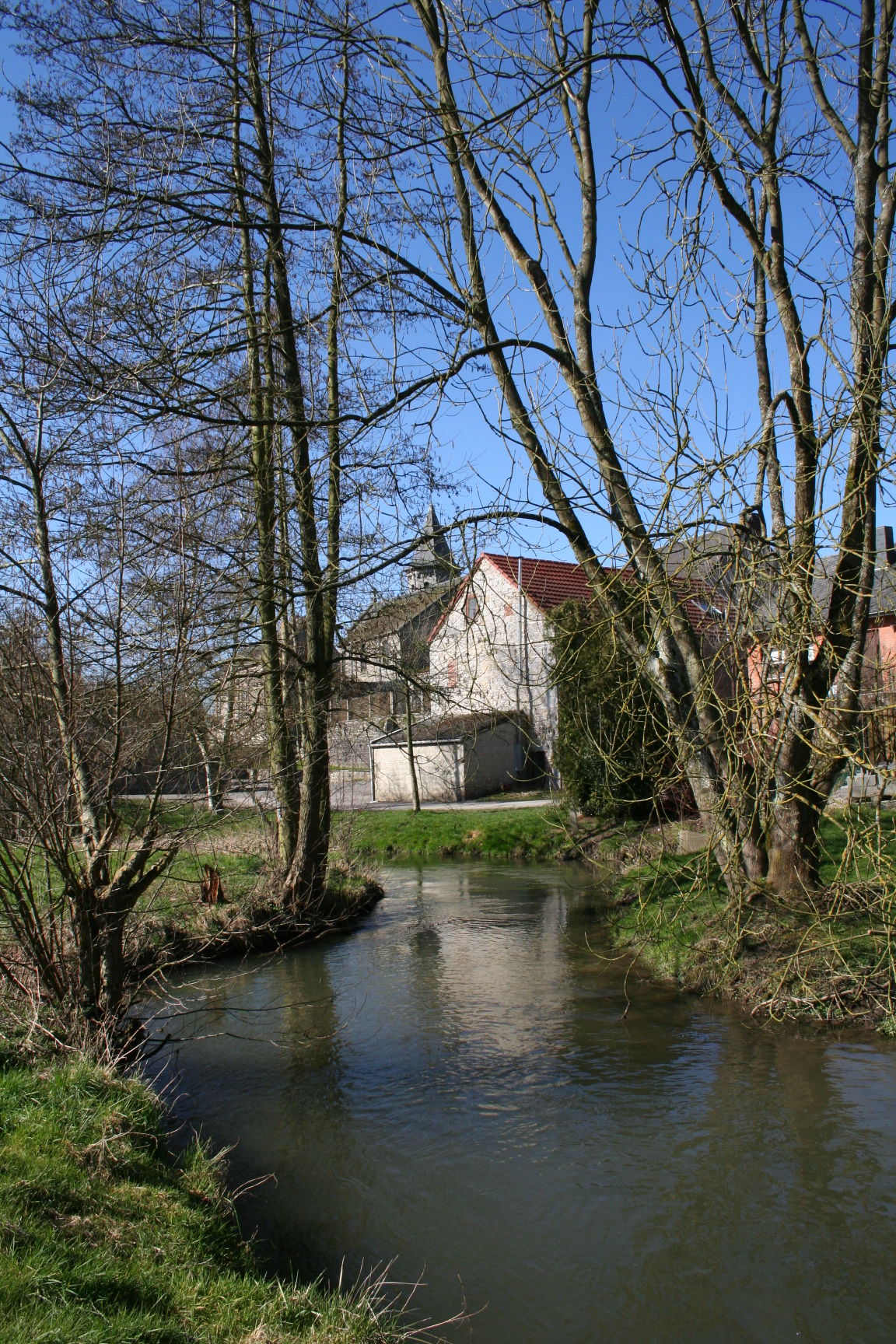
Le Bocq.

Avant les fusions de communes, Emptinne comprenait aussi Champion, Emptinal, Emblinne et Sur-les-Sarts : les registres des délibérations des conseils communaux en témoignent. L'archéologie a mis au jour les traces laissées par la période gallo-romaine au Rosdia, aux Tombes et Sur-le-Mont. Au Rosdia, à Champion, une villa et un site thermal avec hypocauste. À Sur-le-Mont, un cimetière de l'époque franque. Au XIIIe siècle, Emptinne relevait du duché de Luxembourg; faisant partie de la prévôté de Poilvache, la seigneurie d'Emptinne devient fief namurois en 1342.
Située au carrefour des routes Luxembourg - Bruxelles et de Paris vers Liège et l'Allemagne, Emptinne a été le siège d'un relais pour les malles-postes sous l'ancien régime (la ferme près de l'église). Au XXe siècle, cette situation privilégiée s'est trouvée confirmée avec la ligne de chemin de fer Ciney - Huy-Statte (aujourd'hui transformée en RAVeL) et le vicinal d'Andenne à Ciney qui faisait escale à la Belle-Maison. La population du village a ainsi évolué : 635 habitants en 1871, 761 en 1907 et 460 en 1938.
C'est à Emptinne qu'est né le sous-lieutenant Frédéric-Joseph ORBAN qui a participé à l'exploration du Haut Congo pour le compte de l'Association Internationale Africaine entre 1881 et 1883 avec Stanley, Hanssens, Coquilhat, Valcke... Malade, il meurt à Vivi le 22 décembre 1883.
À partir du 15 avril 1917, durant la première guerre, Emptinne fait partie de ces villages, nombreux en Wallonie, qui accueillent des réfugiés venus de France, plus précisément de Lens (161 personnes), Fouquières (201 personnes), Billy-Montigny (6 personnes) et Noyelles (31 personnes) dans le Pas-de-Calais, dont 55 enfants scolarisés sur place.
Durant la seconde guerre mondiale, quand capitule la Belgique, le 28 mai 1940, deux escadrilles de ME Bf 109E du 2e groupe du 51e Jagdgeschwader de la Luftwaffe s'installent sur un aérodrome de campagne au lieu-dit "Paradis". Venus de Böblingen, près de Stuttgart, ils partiront le 1er juin en direction de Vitry-en-Artois, d'abord, puis d'Abbeville, où l'aviation allemande se regroupe en prévision de l'assaut contre l'Angleterre.

## Patrimoine

### Patrimoine architectural

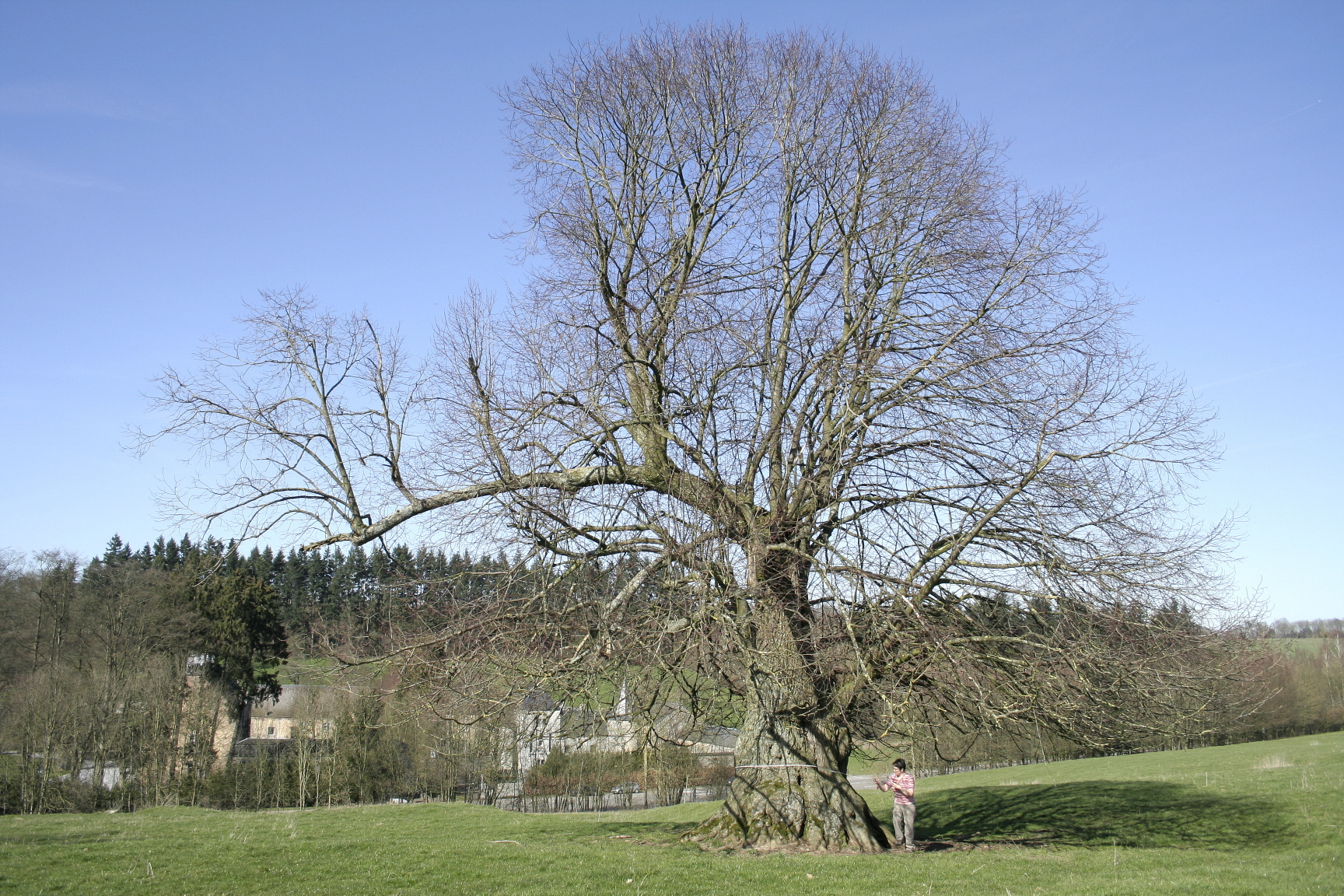
Le vieux tilleul.

- Deux châteaux à Emptinne. Celui de Fontaine, où le comté de Namur se frottait à la principauté de Liège, situé à un kilomètre du village, et, sur la route de Hamois, dans le village même, un autre château. Les châtelains d'Emptinne et ceux de Fontaine ont longtemps marqué l'histoire locale, y exerçant des fonctions publiques au sein du conseil communal, créant aussi de l'emploi dans leurs propriétés pour les habitants du village. Une présence forte qui n'a pas été sans incidence, dans les années 1880,sur les tensions entre catholiques et libéraux, en matière scolaire notamment.
- La chapelle de Saint-Bérégise, en souvenir de celui auquel on attribue la fondation de l'abbaye de Saint-Hubert. Il serait né vers 670 quelque part entre Hamois et Emptinne, dans un village aujourd'hui disparu, Spange.
- À proximité du rond-point, vers Hamois, une maison d'habitation construite par l'architecte Jean Cosse originaire du village. Elle date de 1965.

## Économie
L'extraction des terres plastiques, et la céramique peinte de l'usine de la Majolique, a fait la notoriété de la localité jusqu'au premier conflit mondial. Si les châtelains (d'Emptinne et de Fontaine) ont été les premiers à bénéficier, dès 1910, de l'électricité, le village a profité d'une centrale électrique à la fin de la guerre de 1914; elle était située au "moulin" aujourd'hui reconverti en immeuble à appartements.